# Hillside Cannibals
Hillside Cannibals is een Amerikaanse film uit 2006 van The Asylum met Heather Conforto.

## Verhaal
's Werelds meest brute seriemoordenaar werd meer dan 400 jaar geleden geboren. Sawney Bean en zijn familie plunderden, slachtten, en verslonden duizenden slachtoffers. Zelfs vandaag nog verbergt de familie van kannibalen zich in grotten, zich voedend met het vlees van nietsvermoedende passanten.

## Rolverdeling
| Acteur           | Personage |
| ---------------- | --------- |
| Heather Conforto | Linda     |
| Tom Nagel        | Bill      |
| Katayoun Dara    | Tonya     |
| Vaz Andreas      | Callum    |
| Frank Pacheco    | Magnus    |